# LCA5
LCA5‏ (LCA5, lebercilin) هوَ بروتين يُشَفر بواسطة جين LCA5 في الإنسان.